# 苟之祥
苟之祥（？—？），四川重庆卫官籍，重庆府巴縣人。

## 生平
天啓元年（1621年）辛酉科四川乡试举人，天啓五年（1625年）乙丑科進士，授宁国县知县。